# Piia Komsi
Piia Pauliina Komsi, född 9 januari 1967 i Karleby, är en finländsk cellist och sångerska (sopran). Hon är tvillingsyster till Anu Komsi och gift med Martti Rousi. 
Komsi har bedrivit cellostudier för bland andra Arto Noras (diplom 1988) och vid Edsbergs musikskola för Frans Helmerson samt deltagit i flera mästarkurser, debutkonsert 1990, därefter medlem av Finlands nationaloperas orkester. Efter studier i sång för bland andra Liisa Linko-Malmio har hon inriktat sig framför allt på samtida operaroller i verk av bland andra Thomas Adès, Kaija Saariaho, Kimmo Hakola och Tapio Tuomela. Utmärkelsen Årets skiva erhöll hon år 2000 för inspelningen av Saariahos From the Grammar of Dreams tillsammans med Avanti!. Sin andra debutkonsert (som koloratursopran) gav Komsi först 2003 med ett okonventionellt program, bland annat ett verk av Aija Puurtinen till samiska folkdikter.